# Битва за Плевлю
Битва за Плевлю (сербохорв. Пљеваљска битка / Pljevaljska bitka), в югославской историографии также известна как нападение на Плевлю (сербохорв. Напад на Пљевља / Napad na Pljevlja) — сражение времён Второй мировой войны в Югославии, которое произошло 1 декабря 1941 года. Югославские партизаны из Черногорского Санджакского отряда попытались взять штурмом город Плевлю, который обороняла итальянская горнострелковая дивизия «Пустерия». Битва шла до утра 2 декабря, пока партизаны не оставили город.

## Силы сторон

### Черногорские партизаны
Отряд появился в начале ноября 1941 года, когда в Черногорию прибыл делегат Верховного штаба НОАЮ и ЦК КПЮ Иван Милутинович. В связи с развитием боевых действий и карательных акций в Западной Сербии Верховный штаб направил его для отвлечения оккупационных сил и создания мощного ядра партизанской армии в Черногории. Для этого были набраны около 3 тысяч человек, которые должны были соединиться в Санджаке с отступавшими из Сербии партизанами.
Датой образования первого партизанского отряда в Черногории считается 15 ноября 1941 года. В состав отряда вошли девять батальонов, итого его численность составила 3690 человек. Командовал отрядом Арсо Йованович, политруком был Байо Секулич. Отряд сумел 26 ноября добраться до Неговуча, а 30 ноября оказался недалеко от Плевли.

### Гарнизон Плевли
Гарнизон Плевли был сформирован из альпийской дивизии «Пустерия» и насчитывал 2 тысячи солдат и офицеров (там же располагался и штаб дивизии). Штабу разведка своевременно доложила о приближении партизан, а также об их силах и времени нападения, вследствие чего гарнизон начал подготовку к обороне. В городе в то время проживало шесть тысяч человек, и он находился в долине, окружённой холмами, что с одной стороны позволяло итальянцам построить укрепления на холмах и сдерживать нападающих, а с другой — в случае потери контроля над вершинами угрожало самому городу.
Между рекой Чехотиной и Плевальским полем есть холм Стражица, и там были возведены основные итальянские укрепления. Там находились две артиллерийские батареи с 8 миномётами, пулемётные гнёзда и прожекторы, которые освещали город и позволяли вовремя обнаруживать диверсантов. К востоку и северо-востоку от города находится холм Голубинье, который итальянцы не охраняли. К югу от монастыря Святой Троицы на окраине города расположен холм Главица, где были вырыты траншеи и установлены ограждения из колючей проволоки. К югу от холмов Великий и Малый Богишевац располагалась база итальянских войск с казармами и складами.
На окраинах города были вырыты окопы, где были установлены как станковые пулемёты, так и лёгкие орудия. Помимо этого, итальянцы организовали плотную оборону самих зданий: на перекрёстках улиц итальянцы поставили мощную охрану, вооружённую автоматическим оружием. Самые большие гарнизоны располагались в школе, почте, на электростанции, в гимназии и мечети. Штаб дивизии был расположен в школе в Мочевце.

## План штурма
Нападение на Плевлю было совершено по приказу Главного штаба НОАЮ в Черногории: по плану партизаны должны были взять город с ходу, после чего устремиться в Санджак для встречи с союзными отрядами из Западной Сербии.
Решение об атаке было принято ещё 1 ноября 1941. Пока батальоны югославских партизан прибывали к Плевле, штаб отряда 27 ноября утвердил плана атаки. Для непосредственного штурма города Штаб отправил семь батальонов, а оставшиеся два должны были отвлекать итальянский гарнизон в районах населённых пунктов Приеполье, Прибой, Рудо и Чайниче. Штаб отряда благодаря райкому Плевли получил приблизительные сведения о численности итальянского гарнизона, его вооружении и дислокации войск. Атакующие были черногорцами из Ловчена, Кома, Зеты и Биели-Павле.
Для более удобного командования силы были разделены на три колонны нападения, которые действовали строго согласно плану атаки по времени и направлении боевых действий. В Восточную колонну вошли Комский и Озеро-Горанский батальон, которым руководили непосредственно Арсо Йованович и Байо Секулич. В Центральную колонну вошёл батальон имени Пеко Павловича, которым руководил заместитель командира отряда Радован Вуканович. В Западную колонну вошли Ловченский, Зетский, Ускочко-Дробняцкий батальоны и батальон имени Павле Биели. Командиром колонны был заместитель политрук Бошко Джуричкович. По плану командования, все приготовления необходимо было завершить до 30 ноября, а саму атаку начать 1 декабря в 4 часа утра.
Однако в Штабе отряда политрук Войо Лекович, который командовал в Санджакском отряде и был членом райкома КПЮ в Санджаке, немедленно обратился с призывом не организовывать атаку на город и поберечь партизанские силы для других операций. В отряде прекрасно знали, что даже Верховный штаб НОАЮ был против такого решения, поскольку это привело бы наверняка к потерям. Против подобного решения лично высказывался Иосип Броз Тито., который дважды приказывал немедленно свернуть планы о нападении. Однако Йованович и Секулич не поверили Лековичу и окончательно утвердили план атаки, будучи абсолютно уверенными в успешном взятии города. К 29-30 ноября 1941 года приготовления завершились. Каждому батальону назначили своих командующих из местных партизанских рот и членов райкома КПЮ.

## Ход битвы
Озеро-Шаранский и Комский батальон из Восточной колонны первыми прибыли на позиции и с ходу начали атаковать. Итальянцы встретили их шквальным огнём, а прожекторы позволяли им точнее вести стрельбу. Но спустя полчаса батальоны прорвались к городу и начали готовиться к дальнейшей атаке. Тем временем на холме Стражица, где располагались итальянские укрепления, Комский батальон нанёс несколько ударов сначала по первой, а затем и по второй линии обороны, преодолев колючую проволоку. Несмотря на то, что даже части бомбомётчиков не сильно разрушили укрепления итальянцев, некоторые партизанские части также проникли в город. Остальные части Восточной колонны вступили в бой за здание гимназии. В ходе боёв за гимназию было убито много людей, в том числе командир Озеро-Шаранского батальона Душан Обрадович и заместитель политрука Вук Кнежевич. Тем не менее, партизанам удалось взять штурмом холм Голубинье, а затем и прорваться к дому Шечеровичей, где находился в то время командир дивизии (он успел перебежать в казарму). Итальянцы вынуждены были оставить гимназию, дом Шечеровичей и отступить к зданию основной школы, которое было очень хорошо укреплено.
В Центральной колонне основным батальоном был батальон имени Пеко Павловича, однако солдаты действовали несогласованно и неорганизованно, и огнём со стороны Главицы итальянцы отбросили югославов. Батальон сумел взять с большими потерями здание больницы и захватить в плен 30 итальянских солдат. В то же время Ловченский батальон в квартале Сеняк выбил итальянцев оттуда, но не сумел с ходу взять лагерь в Долове и прорваться через мусульманское кладбище. В течение всего следующего дня батальон ценой огромных потерь удерживал свои позиции.
В Западной колонне Зетский батальон и батальон имени Павле Биели совершили несколько последовательных атак на Белибегов холм, Долове и Малый Богишевац, взяв в плен ещё 30 итальянцев, однако отступавшие войска сумели взорвать все основные здания, чтобы оставить нападавших без снабжения. Батальоны не сумели удержать позицию под шквальным артобстрелом из миномётов и пулемётным дождём, и спустя восемь часов югославы отступили, но итальянцы на этом не остановились и продолжили преследование бежавших. Нападение Ускочко-Дробняцкого батальона на западную часть города и попытки штурмом взять электростанцию и школу в Серате также окончились безрезультатно, но и там югославы умудрились захватить в плен ещё 30 итальянцев. Штурм ратуши также не принёс ожидаемых результатов, хотя большая часть батальона оставалась в городе в течение всего дня.
В ходе ночного нападения итальянская оборона экстренных мер не принимала, хотя югославы то и дело врывались в город. Все основные здания итальянцы сохранили, а после ухода югославов восстановили всё разрушенное. Стойкость гарнизона была такой высокой, что югославы сами в панике выбегали из города, а некоторые даже прямо убегали обратно домой в свои сёла. Спустя восемь часов почти все основные силы партизан покинули город, а оставшимся в Плевле войскам итальянцы перекрыли полностью пути отступления и каналы снабжения. Мирные жители пытались помочь прибывшим партизанам и укрывали их тщательно в своих домах, откуда партизаны успешно вели огонь по итальянскому гарнизону. Но как только итальянцы начали артобстрел, то малейшие надежды на спасение исчезли. Все дома, где укрывались югославы, были полностью разрушены, но и на руинах домов итальянцам было тяжело справиться с партизанами. Бои не прекращались до следующей ночи, и партизаны с трудом сумели к ночи покинуть город.
Ко 2 декабря на помощь гарнизону Плевли поспешила моторизованная колонна из Приеполья. На Савином-Лакте их задержал батальон имени 18 октября, взяв в плен 68 солдат и захватив 12 грузовиков. Более того, югославам досталась целая и невредимая радиостанция. Вторая атака итальянцев не удалась — 25 убитых и несколько раненых. Третья атака 4 декабря всё же принесла успех итальянцам, и те сумели прорваться к Плевле. В знак мести за нападение на город итальянцы устроили массовую резню в окрестностях: с 6 по 7 декабря 1941 ими было сожжено более сотни сёл и истреблено всё их население. Итальянские оккупанты не пощадили ни женщин, ни детей, ни стариков.

## Результаты
В результате боёв итальянцы потеряли убитыми и ранеными 252 человека, а в плен попало 88, в то время как только убитыми у югославов было 218 человек, а раненым 269. 
Поражение серьёзно деморализовало партизан: около 2500 человек из черногорских отрядов вернулись домой, а в самом отряде осталось всего 700 человек. По черногорскому партизанскому движению был нанесён серьёзный удар, и почти все силы НОАЮ вынуждены были оставить Черногорию.
Причинами провальной атаки на город называются разнообразные факторы. В первую очередь, у югославов не было достаточных знаний о правилах ведения боевых действий в городских условиях и достаточного вооружения: у итальянцев было подавляющее превосходство в артиллерии, к тому же благодаря прожекторам они легко разбивали отряды партизан. Более того, очень много новобранцев было в рядах Черногорского отряда, которые хотя и были достаточно храбрыми, но не имели боевого опыта вообще. Сам неудачный штурм Плевли привёл к плачевным последствиям: активизировалась деятельность четников, которые почти полностью разрушили структуру НОАЮ в Черногории и показали бессмысленность вооружённого восстания. Подозревая друг друга в предательстве во время операции и связях с четниками, деятели НОАЮ даже начали охоту друг на друга, что вылилось в своеобразный террор. Позднее Моше Пьяде обращался в письме к Иосипу Брозу Тито с просьбой изучить детально события битвы и определить, какие ошибки допустило командование при подготовке к штурму города .
Несмотря на грандиозную неудачу и отступление из Черногории, повстанцы свои попытки освобождения от немецко-итальянской оккупации не прекратили. Командование партизан призвало после битвы женщин Черногории вступать в силы сопротивления и отомстить за погибших товарищей. На основе партизан из городов Ком, Ловчен, Биели-Павле и Зета были созданы подразделения 1-й пролетарской ударной бригады, образованной 21 декабря 1941.